# Vermenton
Vermenton es una comuna nueva francesa situada en el departamento de Yonne, de la región de Borgoña-Franco Condado.

## Historia
Fue creada el uno de enero de 2016, en aplicación de una resolución del prefecto de Yonne de 17 de diciembre de 2015 con la unión de las comunas de Sacy y Vermenton, pasando a estar el ayuntamiento en la antigua comuna de Vermenton.

## Demografía
| Gráfica de evolución demográfica de Vermenton entre 1800 y 2014 |
|                                                                 |

Los datos entre 1800 y 2014 son el resultado de sumar los parciales de las dos comunas que forman la nueva comuna de Vermenton, cuyos datos se han cogido de 1800 a 1999, para las comunas de Sacy y Vermenton de la página francesa EHESS/Cassini. Los demás datos se han cogido de la página del INSEE.

## Composición
| Comuna    | Código INSEE | Población (2013) | Superficie (km²) | Densidad (hab./km²) |
| --------- | ------------ | ---------------- | ---------------- | ------------------- |
| Sacy      | 89330        | 189              | 27.7             | 7                   |
| Vermenton | 89441        | 1361             | 53.34            | 26                  |